# Les Deux Flics
Pour plus de détails, voir Fiche technique et Distribution.
Les Deux Flics (I due vigili) est un film italien réalisé par Giuseppe Orlandini, sorti en 1967.
Le film a pour principaux interprètes Franco Franchi, Ciccio Ingrassia et Umberto D'Orsi.

## Synopsis
Le policier Francesco Lo Cascio, associé au policier Ciccio Merendino, est un chasseur implacable d’amendes. Avec une bonne dose de cynisme, il parvient à mettre à l’amende tous les citoyens qui passent devant lui. Un jour qu'il inflige une amende au maire, qui avait initialement l’intention de le licencier, il a réussi par chance à obtenir une promotion. Abasourdi par ce qui lui est arrivé, Merendino tentera également d’obtenir une promotion mais réussira uniquement à les faire tous les deux rétrograder à des tâches abrutissantes. Le duo parvient finalement à se racheter en arrêtant un gang de voleurs déguisés en policiers.

## Fiche technique
- Titre français : Les Deux Flics[1]
- Titre original italien : I due vigili
- Réalisateur : Giuseppe Orlandini
- Scénario : Roberto Gianviti d'après une histoire de Giorgio Bianchi
- Photographie : Benito Frattari
- Montage : Enzo Micarelli
- Musique : Carlo Rustichelli
- Décors : Carlo Gervasi
- Costumes : Berenice Sparano
- Producteur : Giorgio Bianchi
- Société(s) de production : Rizzoli Film
- Pays d'origine :  Italie
- Langue : Italien
- Format : Couleur (Techniscope) — 35 mm — 2.35:1 — Son : Mono
- Genre : Comédie
- Durée : 90 minutes
- Dates de sortie :
  -  Italie : 1967

## Distribution
- Franco Franchi : Francesco Lo Cascio
- Ciccio Ingrassia : Ciccio Merendino
- Umberto D'Orsi : capitaine Merli
- Luciana Scalise : Carmelina
- Franco Giacobini : Romoletto
- Rosita Pisano : Cesira Merendino
- Britt Garland : Valeria
- Mario Frera : le procureur
- Dada Gallotti : Signora Merli
- Enzo Maggio : Remo Cesaroni
- Dominique Badou :
- Luca Sportelli : le maire de Rome
- Anna Lelio : Signora Cesaroni
- Giorgio Sciolette : le faux ministre
- Luciano Bonanni : un automobiliste
- Antonio Nardi :
- Mario Pennisi :
- Riccardo Franci :
- Armandino :
- Enrico Marciani : le député Rossi
- Valentino Macchi : Giuseppe, le maître du député Rossi
- Oreste Palella :
- Mario Capuccio :
- Pippo Pollaci : un faux policier
- Walter Maestosi : voix du narrateur au début du film